# Monoxenus bufoides
Monoxenus bufoides är en skalbaggsart som beskrevs av Jordan 1894. Monoxenus bufoides ingår i släktet Monoxenus och familjen långhorningar.
Artens utbredningsområde är Gabon. Inga underarter finns listade i Catalogue of Life.